# 鈴木雅久
鈴木 雅久（すずき まさひさ、1960年6月18日 - 2022年6月20日）は、イラストレーター、デザイナー。新潟県新潟市出身。敬和学園高等学校卒。

## 概要
イラストレーターとしてのデビュー前には、漫画家の柴田昌弘の元アシスタントも務めていた。
1980年代にはサンライズ企画室に在籍しており、アニメを中心とした映像作品のデザインにも携わり、アニメ『機動戦士ガンダム 逆襲のシャア』では主役メカ・νガンダムのデザインコンペに参加、『機甲戦記ドラグナー』ではパイロットスーツなどの衣装や銃器、小物などのデザインなどのデザイン協力など、多岐に渡って活躍していた。実写映画『ガンヘッド』（1989年）では銃器デザイン協力として参加し、当初はデザイン作業のみの予定であったが、予算の都合から新規に制作することはできないためキャラクターに合わせた銃器の選択およびカスタマイズ案の提案も行うこととなった。
親交のあった小説家の笹本祐一による2022年8月10日付のツイートにて、同年6月20日に死去していたことが明らかにされた。死去2日前に満62歳を迎えたばかりだった。なお、死去についてはSNSのみで公的なメディアでは長らく報じられていなかったが、2024年4月26日には生前にイラストを担当していた小説『ARIEL』のOVA版HDリマスターBlu-ray BOX発売決定の報道にて明らかにされた。

## 画集
- ARIEL ILLUSTRATIONS 鈴木雅久エリアル画集（朝日ソノラマ、1989年8月、ISBN 4-25-703269-3） ※絶版
- 極楽遊戯 PARADISE PLAY -鈴木雅久画集-（朝日ソノラマ、1995年6月、ISBN 4-25-703411-4） ※絶版
- TROPICO（トロピコ） -鈴木雅久画集-（朝日ソノラマ、2002年11月、ISBN 978-4-25-703665-4）

## イラスト提供作品
- ARIEL シリーズ（ソノラマ文庫/笹本祐一著）[1]
  - 新装版ARIELシリーズ（ソノラマノベルズ/笹本祐一著） - ARIELシリーズの新書新装版。ソノラマ文庫2冊分の内容と書き下ろしの短編、作家や評論家などの解説を含む。
- 星のパイロット シリーズ（ソノラマ文庫/笹本祐一著）
- 新装版バーンストーマー　複葉の馭者（ソノラマノベルズ/笹本祐一著)
- 銀河聖船記　シリーズ（ソノラマ文庫/岡本賢一著）
- 銀河冒険紀　シリーズ（ソノラマ文庫/岡本賢一著）
- ツイン・ヒート放浪編（ソノラマ文庫/岡本賢一著）
- 傭兵グランド（ソノラマ文庫/岡本賢一著）
- 狼たち シリーズ（集英社スーパーファンタジー文庫/藤原京著）
- 神の盾レギオン シリーズ（富士見ファンタジア文庫/六道慧著）
- 3LDK要塞山崎家（幻冬舎/太田忠司著）
- 日帰りクエスト シリーズ（角川スニーカー文庫/神坂一著）
- ロボクラッシュ（角川書店コンプティーク誌上連載の読者参加型ゲーム）
- 星虫（ソノラマ文庫/岩本隆雄著）
- 巡航追撃機ブラスティー（ホビージャパン連載版/平野靖士著、ソノラマ文庫版/堀口滋著）
- レヴァイアサン戦記 シリーズ（ソノラマノベルズ/ 夏見正隆著）
- たたかう! ニュースキャスター（ソノラマノベルズ/ 夏見正隆著）
- ユニバーサル・アーミー（ソノラマ文庫/藤原征矢著） ※絶版
- AD2015隔離都市 ロンリネス・ガーディアン（エンターブレインファミ通文庫/桜庭一樹著）
- BOSS（PHPノベルズ（PHP研究所）/堂場瞬一著）
- リバティ・ランドの鐘（ソノラマ文庫/秋山完）
- ラビア戦記(角川スニーカー文庫/日野鏡子著）

## 短編漫画作品
藤島康介の漫画・アニメ『逮捕しちゃうぞ』のイラスト集・作品解説本であるアフターヌーン・ムック『YOU'RE UNDER ARREST 逮捕しちゃうぞ FILE-X』（講談社、1996年）に、OVAのエピソードを基にしたコラボレーション作品として「修正しちゃうぞ」が掲載されている。

## 参加作品
- ガンヘッド（1989年） - 銃器デザイン協力[1]
- G-SAVIOUR（2000年） - コンセプトデザイナー[1]